# جزيرة الثبات

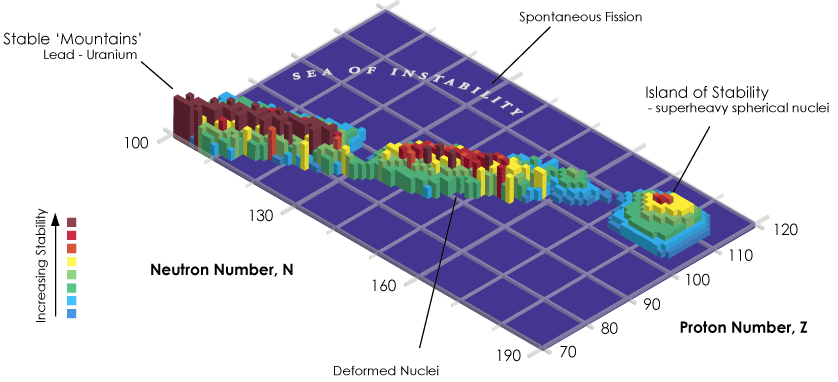
جزيرة استقرار Island of Stability.

جزيرة الثبات في الفيزياء النووية (بالإنجليزية: island of stability) هو مصطلح يستخدم في الفيزياء النووية، والذي يصف إمكانية أن يكون للعنصر رقم سحري معين ثابت للبروتونات والنيوترونات تجعل النواة الذرية مستقرة (لا تتحلل). وجد لعناصر معينة وجود أعداد معينة من البروتونات والنيوترونات تجعل من العنصر عنصرا شديد الاستقرار؛ لهذا سميت تلك الأعداد للبروتونات والنيوترونات بالأعداد السحرية. تلك الأعداد السحرية تسمح لنظائر معينة أن تكون أكثر ثباتا عن النظائر الأخرى. وفعلا نجد في الطبيعة أن العناصر التي لا تتحلى بعدد سحري للنيوترونات أو البروتونات فيها أنها تميل أن تكون غير مستقرة، ويمكن أن تصل إلى حالة اسقرار عن طريق تحلل إشعاعي يتغير في نواتها عدد البروتونات أو عدد النيوترونات.
تم عرض فكرة جزيرة الثبات أو جزيرة الاستقرار  عن طريق جلين تي. سيبورج بافتراض أن نواة الذرة مبنية من أغلفة بطريقة مماثلة للأغلفة الإلكترونية في الذرات. وفي الحالتين تكون الأغلفة عبارة عن مجموعة مستويات طاقة كمومية منفصلة عن بعضها انفصالا كبيرا نسبيا.
تبين المشاهدة أن الأعداد السحرية هي 2، 8، 20، 28، 50، 82 و 126. وينطبق العدد السحري 126 على النيوترونات فقط حيث لا توجد عناصر بعدد ذري 126 ، لا طبيعيا ولا صناعيا.
في حالة النواة الذرية تشغل تلك مستويات الطاقة الكمومية أعداد معينة من النيوكليونات (بروتونات ونيوترونات). وتكون مستويات الطاقة لغلافين مختلفين مفصولة بفارق طاقة كبير نسبيا قد يبلغ عدة ملايين إلكترون فولت. وعلى ذلك عندما يتم ملء مستوي الطاقة لغلاف معين في النواة بنيترونات أو بروتونات، فإن طاقة الارتباط لكل نوكليون تصل إلى حد أدنى في الغلاف. وعلى هذا فإن التركيب ذو أغلفة ممتلئة بالنوكليونات سيكون مستقرا ويعمر طويلا، أما النظير الذي توجد به أغلفة غير ممتلئة فهو لا يكون مستقرا.

## جزيرة الاستقرار
232Th (الثوريوم), 235U و238U (اليورانيوم)
هما العنصران الوحيدان الواقعان بعد البزموت ولهما عمر يقارب عمر الكون (أي أنهما مستقران ولا يتحللان). وقد اتضح عام 2003 ان البزموت غير مستقر، وهو يتحلل بتحلل ألفا وله عمر النصف 1.9×1019 سنة للبزموت-209. وجميع النظائر بعد البزموت في الجدول الدوري فهي أما مستقرة نوعا ما أو غير مستقرة. ولذلك فالجدول الدوري للعناصر يكاد ينتهي عند البرمزت، مع وجود جزيرة استقرار عند الثوريوم واليورانيوم. ويوجد بين البزموت والثوريوم بحر عناصر غير مستقرة، نجد فيها الرادون والفرانسيوم وهما عنصران لهم عمر النصف قصير جدا.
وتبين البحوث النظرية وجود منطقة عند عدد البروتونات Z=106–108 وعدد النيوترونات N≈160–164
منطقة جزيرة صغيرة ربما تكون مستقرة بالنسبة لتفاعل الانشطار النووي أو تحلل بيتا، فتلك العناصر الثقيلة جدا تتحلل فقط بتحلل ألفا (أي إصدار جسيمات ألفا). وتبين أن جزيرة الثبات للعنصر 298114 ذو عدد سحري والتي اعتقد بانها مستقرة فقد ثبت عكس ذلك.
وعلى العكس فيبدو أن النواة ذات Z=110 و N=183 أن تكون مركزا الجزيرة سحرية ممكنة (Z=104–116, N≈176–186). وفي منطقة N≈162 نجد العنصر survived 268106 وهو لا يضمحل بتحلل بيتا ولا ينشطر ولكن يبدو أنه يتحلل بتحلل ألفا وله عمر النصف نحو 2و3 ساعة، وهذا العمر أطول من نصف العمر للعنصر 270108 وهو ذو عددين سحريين الذي يبلغ نحو 28 ثانية.
ولم يتمكن الفيزيائيون حتى عام 2009 إنتاج النواة الفائثة الثقل 268106 معمليا. وبالنسبة للأنوية الفائثة الثقل حيث Z>116 و N≈184 يبدو أن لها عمر النصف أقل من 1 ثانية.